# Équipe du Chili féminine de volley-ball
L'équipe du Chili féminine de volley-ball est composée des meilleures joueuses chiliennes sélectionnées par la Fédération chilienne de volley-ball (Federación de Voleibol de Chile, FeVC). Elle est actuellement classée au 68e rang de la Fédération internationale de volley-ball au 11 juillet 2022.

## Sélection actuelle
Sélection pour les Qualifications aux championnats du Monde de 2010.
Entraîneur :  Hugo Jauregui ; entraîneur-adjoint :  Osvaldo Miranda

## Palmarès et parcours

### Parcours

#### Championnats du monde
| - 1952 : non qualifié - 1956 : non qualifié - 1960 : non qualifié - 1962 : non qualifié - 1967 : non qualifié - 1970 : non qualifié - 1974 : non qualifié - 1978 : non qualifié - 1982 : 22e - 1986 : non qualifié | - 1990 : non qualifié - 1994 : non qualifié - 1998 : non qualifié - 2002 : non qualifié - 2006 : non qualifié - 2010 : non qualifié |

#### Championnat d'Amérique du Sud
| - 1951 : non qualifié - 1956 : non qualifié - 1958 : non qualifié - 1961 : 4e - 1962 : 4e - 1964 : non qualifié - 1967 : 5e - 1969 : non qualifié - 1971 : 5e - 1973 : 4e | - 1975 : non qualifié - 1977 : 4e - 1979 : 4e - 1981 : 5e - 1983 : non qualifié - 1985 : non qualifié - 1987 : 7e - 1989 : non qualifié - 1991 : 7e - 1993 : 5e | - 1995 : 5e - 1997 : non qualifié - 1999 : 7e - 2001 : non qualifié - 2003 : non qualifiée - 2005 : 7e - 2007 : 7e - 2009 : 7e |